# قحطان العطار
قحطان العطار هو مغني عراقي في فترة السبعينيات والثمانينات من القرن الماضي قدم الكثير من الأغاني الرومانسية التي غناها الكثير من المطربين العراقيين فيما بعد.

## سيرته الشخصية
ولد الفنان قحطان صالح مهدي الكناني، المشهور ب«قحطان العطار» في قضاء علي الغربي التابع للعماره جنوب العراق عام 1950، سافر في بداية شبابه إلى الولايات المتحدة وعند عودته إلى العراق في مطلع الثمانينيات كانت الحرب العراقية - الإيرانية.. وقد ترك العراق بعدها بفترة وجيزه إثر مضايقات وملاحقات النظام السياسي آنذاك..

## بدايته الفنية وغربته
دخل الفنان قحطان العطار عالم الغناء لأول مرة عن طريق برنامج «ركن الهواة» بتقديمه أغنية «سبتني الحلوة البنية» وهي إحدى أغاني المطرب حسين نعمة، وكان الملحّن كوكب حمزة ضمن لجنة الاختبار، وحين سمع صوت العطار أُعجب به كثيرا حتى أنه حاول في عام 1971 أن يقدّمه كصوت جديد إلى الجمهور العراقي بأغنية «المحطات» ولكنه لم يتمكّن من ذلك بسبب تزمّت بعض القائمين على المؤسسات الفنية في تلك الفترة، فاستطاع الفنان حميد البصري أن يُقدّم العطار لأول مرة من خلال أغنية «الفرح جنحانة عشرة» من كلمات الشاعر /كاظم إسماعيل الكاطع، بعدها سافر الفنان قحطان العطار وهو في ريعان شبابه بصحبة المطربين ياس خضر وحسين نعمة وصباح السهل إلى أمريكا منتصف عام 1976 لإقامة عدّة حفلات غنائية بدعوة من الجالية العراقية هناك لتكون هذه المحطة الفنية نقطة تحوّل كبيرة في مسيرته الفنية ليقرر بعدها الإقامة في أمريكا، وفي هذه المرحلة أحيا العطار العديد من الحفلات الغنائية وقدّم أغنية (تتنور الأيام) التي قام بكتابتها وتلحينها عام 1977 وعبّر فيها عن طعم الغربة القاسية التي كان يتجرّعها في أغلب أيامه حيث تقول كلمات الأغنية (تتنور الأيام، لمن أشوفك، ظلمه ولكيتك ضوه، وشلون أعوفك، يا قُمر غيبتك طالت، وهاي روحي صدك الغيرك ما مالت، أنت وسط القلب باقي، وانة ذاك آنة العراقي، شما يدور الفلك بيه أبقى ذاك آنة العراق)، وبعد خمس سنوات من الغربة في أمريكا عاد العطار إلى العراق عام 1980 فارتأى أن يصقل موهبته الفنية بالدراسة الأكاديمية فتوجّه إلى معهد الفنون الجميلة ليتخرّج من قسم الموسيقى عام 1982 وتخصص بآلة العود بعد أن تتلمذ على كبار أساتذة الموسيقى العراقية، وشكّل مع صديقه الشاعر الكويتي فايق عبد الجليل ثنائيا رائعا وقدّما عدة أغاني معا مثل أغنية «أنت أنت» و«بس ودّي أشوفك»، وفي عام 1990 غادر الفنان قحطان العطار الكويت ليحط رحاله هذه المرة في الدانمارك وقدّم عدّة أغنيات من ألحان كمال السيد منها أغنية «حذاره» كلمات كاظم السعدي وأغنية «يا غريب الدار» للشاعر زامل (سعيد فتاح)، وبعدها ترك عالم الفن وتوقّف صوته عن الغناء منذ عام 1993.

## من ابرز أغانيه
- يكَولون غني بفرح: كلمات الشاعر جبار الغزي - الحان محسن فرحان.
- زمان يازمان: كلمات الشاعر سعد صبحي السماوي - الحان محسن فرحان.
- شكول عليك: كلمات الشاعر زامل سعيد فتاح - الحان محسن فرحان.
- متى الجيّة: كلمات الشاعر فايق عبد الجليل- الحان سعيد البنا.
- مو غريبة: كلمات الشاعر داود الغنام - الحان نامق أديب.
- سهلة عندك: كلمات الشاعر رحيم هلول - الحان جابر محمد.
- لا ترحلين: كلمات عبد الامير عيسى - الحان نامق اديب.
- يا فيض: كلمات الشاعر كاظم الرويعي - الحان محسن فرحان.
- بعد بعيوني أثر فرحة: كلمات الشاعر كامل العامري - الحان محمد جواد أموري.
- لعيونك أنت يا حلو، كلمات طاهر سلمان ألحان طارق الشبلي
- لو غيّمت دنياي: كلمات الشاعر عريان السيد خلف - الحان محسن فرحان.
- أنت أنت: كلمات الشاعر فايق عبد الجليل - الحان محمد جواد اموري.
- آه يازماني: كلمات الشاعر حافظ العلي - الحان محسن فرحان.
- فرح يا اهل الفرح: كلمات الشاعر فايق عبد الجليل - الحان محمد جواد اموري.
- نطرته وراح: كلمات الشاعر فايق عبد الجليل - الحان محمد جواد اموري.
- بالكيف: كلمات الشاعر عريان السيد خلف - الحان كمال السيد
- يا غريب الدار - كلمات زامل سعيد فتاح، ألحان كمال السيد..
- لا يا حبيب لا تنساني..
- الما يثمنك عوفه: كلمات الشاعر جبار النجدي - الحان نامق أديب.
- أنا روحي وياك: كلمات الشاعر كريم العراقي - الحان جابر محمد.
- يمه يا يمه شجرالي: كلمات الشاعر رحيم العراقي - الحان جابر محمد.
- يا ضوه ولاياتنا: كلمات الشاعر غازي ثجيل - الحان طالب القرغولي.
- سلمت وأنت ما رديت السلام - كلمات الشاعر عريان السيد خلف ألحان كمال السيد
- ولفي وأريده من هله
- تتنور الأيام: كلمات والحان قحطان العطار أثناء تواجده في أميركا.
- كل سنة وأنت طيب - كلمات الشاعر رياض النعماني، ألحان كمال السيد..